# Zimbabwský dolar
Zimbabwský dolar (anglicky Zimbabwean dollar) byla oficiální měna Zimbabwe v letech 1980 až 2024. Během této doby byl zimbabwský dolar kvůli extrémní inflaci, která přešla v hyperinflaci, třikrát denominován. Používalo se pro něj označení $ nebo Z$ pro odlišení od jiných dolarových měn.
V průběhu let se jednalo o pět měn: první dolar (ZWD), který platil v letech 1980 – 2006; druhý dolar (ZWN), který platil v letech 2006 – 2008; třetí dolar (ZWR), který platil v letech 2008 – 2009, čtvrtý dolar (ZWL), který platil v letech 2009 – 2015 a pátý dolar 2019 – 2024 (rovněž ZWL). Nejvyšší vydaná bankovka měla nominál 100 bilionů dolarů (ZWR) a čtvrtý dolar (ZWL) měl hodnotu 1025 ZWD (prvních dolarů).
| Datum denominace 1. srpna 2006 1. srpna 2008 2. února 2009 | kód měny ZWN ZWR ZWL | — 1012 ZWR | převodní poměr — 1010 ZWN 1022 ZWN | 1 000 ZWD 1013 ZWD 1025 ZWD |

Fakticky bylo používání zimbabwského dolaru jako oficiální měny v roce 2009 opuštěno. Cizí měny se mohly ve veškerém platebním styku legálně používat od roku 2015 do roku 2019 a pak od roku 2020.
5. dubna 2024 byl dolar odstraněn a nahrazen zimbabwským zlatým, nazývaným ZiG a úřady definovaným jako „strukturovaná měna krytá zlatem“.

## Okolnosti
Zimbabwský dolar zavedla Zimbabwská rezervní banka (Reserve Bank of Zimbabwe – RBZ) v roce 1980, kdy v poměru 1:1 nahradil rhodéský dolar. Ten měl následkem decimalizace v roce 1970 v podstatě hodnotu poloviny libry šterlinků. Byl to stejný přechod, jako se použil v dalších zemích Commonwealthu (Jižní Afrika, Austrálie a Nový Zéland). Výběr názvu byl motivován skutečností, že snížená hodnota nové jednotky více korelovala s hodnotou amerického dolaru než s librou šterlinků.
Tabulka níže dává přehled o zavádění jednotlivých měn v Zimbabwe, jejich denominaci a oficiálních směnných kurzech za 1 americký dolar. Protože zimbabwský dolar nebyl převážnou dobu své existence volně směnitelný, je v poznámce uveden také kurz na volném (paralelním) trhu tehdy, když byl rozdíl mezi kurzy významný.
| Měna             | zkratka | zavedení        | převod         | směnný kurs | ukončení          | směnný kurs    |
| ---------------- | ------- | --------------- | -------------- | ----------- | ----------------- | -------------- |
| rhodéská libra   | R£      | 1964            |                | 0.3581      | 16. února 1971    | 0,3572         |
| rhodéský dolar   | R$      | 17. února 1971  | 1 : 2          | 0,7143      | 17. dubna 1980    | 0,6800         |
| zimbabwský dolar | ZWD     | 18. dubna 1980  | 1 : 1          | 0,6800      | 31. července 2006 | 101 195        |
| zimbabwský dolar | ZWN     | 1. srpna 2006   | 1000 : 1       | 250         | 31. července 2008 | 69 484 070 056 |
| zimbabwský dolar | ZWR     | 1. srpna 2008   | 10 : 1         | 7,58        | 1. února 2009     | 12 336 416 667 |
| zimbabwský dolar | ZWL     | 2. února 2009   | 1012 : 1       | 22          | 30. září 2015     | 361,62         |
| období dluhopisů |         | 1. října 2015   |                |             | 23. června 2019   |                |
| RTGS dolar       | ZWL     | 24. června 2019 |                |             | 4. dubna 2024     | 33 903         |
| zimbabwský zlatý | ZWG     | 5. dubna 2024   | 2 498,7242 : 1 | 13,56       |                   |                |

## Dějiny

### První dolar (ZWD)
První zimbabwský dolar (kód ISO 4217 ZWD) měl v době svého zavedení na oficiálním devizovém trhu vyšší hodnotu než americký dolar (1 ZWD = 1,47 USD), i když to neodráželo skutečnou kupní sílu.
Hodnota dolaru začala výrazně klesat od srpna 1991. V oné době začal být zaváděn ekonomický strukturální adaptační program ekonomické liberalizace (ESAP), který demontoval plánovanou „obleženou“ ekonomiku z éry Republiky Rhodesie. Program však způsobil rozsáhlou chudobu a nezaměstnanost, protože mnoho ztracených pracovních míst záviselo na dříve dotovaném vývozu a protože došlo ke snížení světové poptávky. V důsledku rozšíření chudoby a nezaměstnanosti začala vláda finančně podporovat veterány z dřívější Zimbabwské africké národní osvobozenecké armády (ZANLA), jejímž velitelem býval tehdejší zimbabwský prezident Robert Mugabe. Uvedení značného množství nekrytých peněz do oběhu mělo za následek měnovou krizi, která vypukla 14. listopadu 1997.
V důsledku konfiskace pozemků bílých farmářů a jejich chaotickému přerozdělování domorodcům, dramaticky poklesla zemědělská produkce a příslušný vývoz se téměř zastavil. Za této situace nadále klesal oficiální i paralelní kurz měny. Špatnou situaci umocnilo zapojení Zimbabwe do druhé války v Kongu. V červenci 2006 klesla paralelní tržní hodnota zimbabwského dolaru na jednu miliontinu libry šterlinků (1 000 000 Z$ = 1 £). 

### Druhý dolar (ZWN)
V říjnu 2005 tehdejší guvernér Zimbabwské rezervní banky Gideon Gono oznámil, že Zimbabwe zavede příštího roku novou měnu a budou vydány nové bankovky a mince. Nicméně v červnu 2006 bylo rozhodnuto, že aby byla nová měna životaschopná, musí Zimbabwe nejprve dosáhnout makroekonomické stability. A tak byl v srpnu 2006 první dolar pouze denominován na druhý dolar v poměru 1 000:1. Současně byla měna stejným poměrem devalvována vůči americkému dolaru, což představovalo pokles zhruba o 60 %. ISO přiřadilo nové měně kód ZWN, ale Zimbabwská rezervní banka nedokázala vydat změnu nové bankovky. Výměna peněz, kterou Gideon Gono nazval „Operation Sunrise“, byla dokončena 21. srpna 2006. Odhadovalo se, že během onoho období nebylo na nové dolary vyměněno asi deset bilionů starých, tedy 22 % peněžní zásoby.
Vzhledem k setrvávající inflaci přesahující 1 000 % připravovala Zimbabwská rezervní banka, nový (třetí) dolar, což oznámila 2. února 2007, Bankovky však byly nadále uchovávány ve skladu. Téhož měsíce prohlásila banka inflaci za nezákonnou a zakázala jakékoli zvyšování cen určených komodit mezi 1. březnem a 30. červnem 2007. Kvůli zvýšení cen výrobků svých společností byli dokonce zatčeni někteří jejich manažeři a ekonomové hlásili, že „začal vládnout chaos a lidé ve veřejném sektoru začali zuřit“.
6. září 2007 byl zimbabwský dolar opět devalvován o 92 %, a tím oficiální směnný kurz dosáhl poměru 30 000 Z$ za 1 US$, ačkoli směnný kurz na černém trhu byl odhadován na 600 000 Z$ za 1 US$.

### Třetí dolar (ZWR)

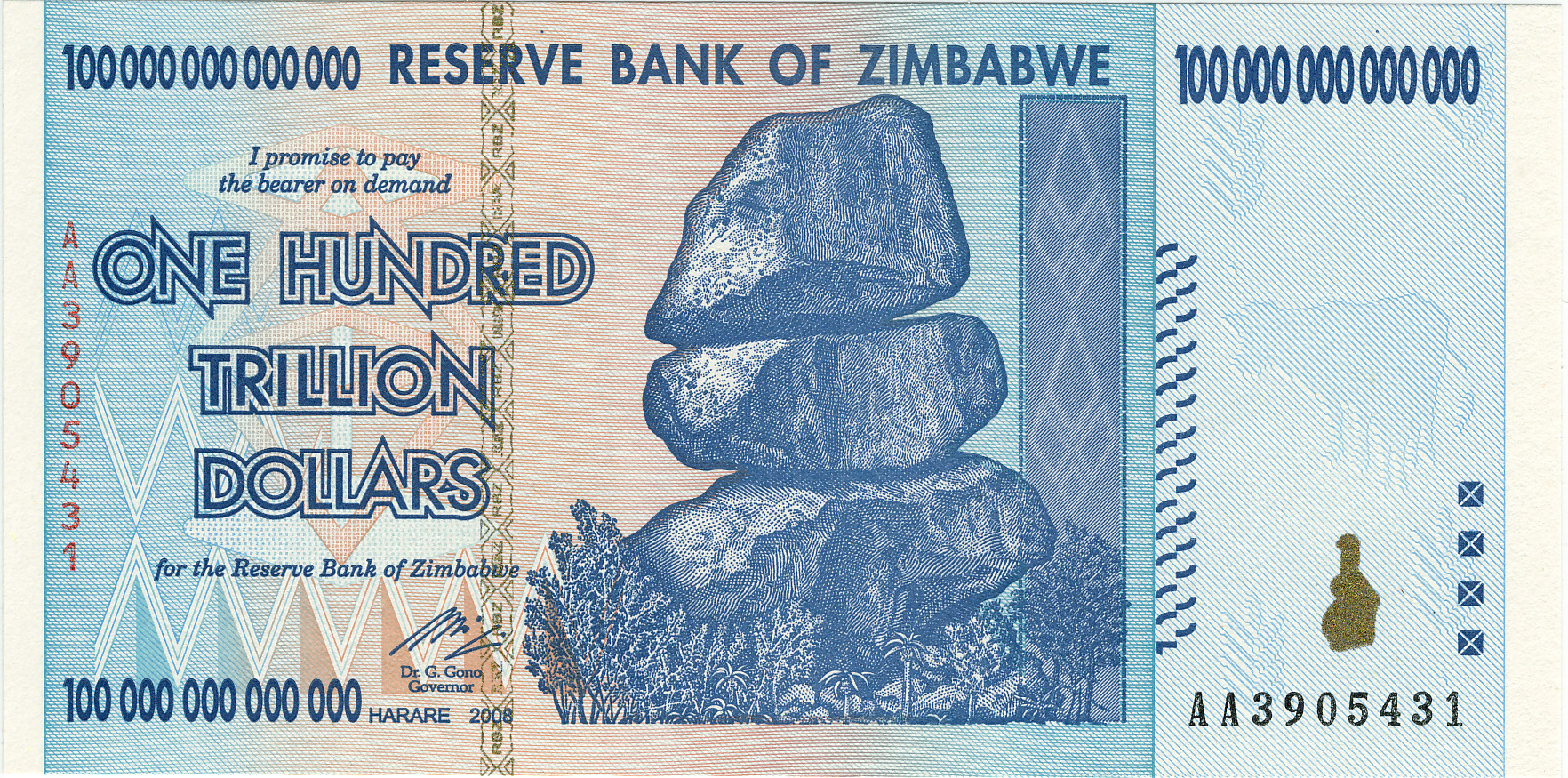
Bankovka 100 bilionů zimbabwských dolarů (10^{14} dolarů), což se rovná 10^{27} dolarům před rokem 2006

Dolar byl 30. července 2008 denominován poměrem 10 miliard : 1 a dostal nový kód měny ZWR. Bylo oznámeno, že v nové měně budou vydány mince v hodnotě 5, 10 a 25 Z$ a bankovky v hodnotě 5, 10, 20, 100 a 500 Z$. Kvůli častému nedostatku hotovosti a zjevně bezcennému zimbabwskému dolaru bylo fakticky legalizováno používání cizích měn, a to speciálním programem vyhlášeným 13. září 2008. Tento program oficiálně umožnil řadě maloobchodníků přijímat zahraniční peníze, což odráželo realitu dolarizace ekonomiky, kdy mnoho majitelů obchodů odmítalo přijímat zimbabwské dolary a místo nich požadovalo americké dolary nebo jihoafrický rand.
Navzdory opětovné denominaci byla Zimbabwská rezervní banka nucena tisknout bankovky stále vyšších hodnot, aby držela krok s rostoucí inflací, přičemž do konce roku 2008 se znovu objevilo deset nul. Tištěny byly u zámořských dodavatelů často za velké náklady. 1. března 2008 The Sunday Times oznámily, že získaly dokumenty prokazující, že mnichovská společnost Giesecke & Devrient (G&D) dostává více než 500 000 EUR (381 562 GBP) týdně za doručování bankovek v hodnotě 170 bilionů Z$ týdně. 1. července 2008 se správní rada společnosti rozhodla s okamžitou platností přestat dodávat Zimbabwské rezervní bance bankovkový papír. Rozhodnutí bylo reakcí na „oficiální žádost“ německé vlády a výzvy k mezinárodním sankcím ze strany Evropské unie a Organizace spojených národů. Zatímco v oné době byly bankovky bezcenné, 100 biliónové bankovky se následně staly sběratelsky vyhledávanými.
Koncem roku 2008 vzrostla inflace tak vysoko, že bankomaty jedné velké banky hlásily „chybu přetečení dat“ a přestaly zákazníkům vydávat peníze s mnoha nulami.

### Čtvrtý dolar (ZWL)
2. února 2009 Zimbabwská rezervní banka oznámila, že z měny bude odebráno dalších 12 nul, přičemž 1 000 000 000 000 třetích zimbabwských dolarů bude vyměněno za 1 nový, čtvrtý dolar.
Byly představeny nové bankovky v nominálních hodnotách 1, 5, 10, 20, 50, 100 a 500 Z$. Bankovky čtvrtého dolaru obíhaly spolu s třetím dolarem, který zůstal zákonným platidlem do 30. června 2009. Nový kód měny ISO byl ZWL.
I přes zavedení čtvrtého dolaru se však problémy nepodařilo odstranit a ekonomika byla nadále téměř zcela dolarizována. Ve svém prvním rozpočtu tehdejší zimbabwský ministr financí Tendai Biti uvedl, že „smrt zimbabwského dolaru je realitou, se kterou musíme žít. Od října 2008 naše národní měna skomírá“. Koncem ledna 2009 úřadující ministr financí Patrick Chinamasa oznámil, že všem Zimbabwanům bude v reakci na hyperinflační krizi povoleno obchodovat s jakoukoli měnou. Dne 12. dubna 2009 média informovala, že ministr ekonomického plánování Elton Mangoma oznámil pozastavení místní měny „nejméně na rok“, čímž v podstatě ukončil čtvrtý dolar. Místo zimbabwského dolaru se používaly cizí měny jako jihoafrický rand, botswanská pula, libra šterlinků, indická rupie, euro, japonský jen, australský dolar, čínský jüan a americký dolar.
11. června 2015 devalvovala Zimbabwská rezervní banka dolar a v období od 15. června do 30. září 2015 byly všechny účty převedeny na americký dolar poměrem 35 000 zimbabwských dolarů za jeden americký, přičemž na účty s menším zůstatkem než 175 000 Z$ se převedlo jednotně 5 amerických dolarů. Bankovky se vyměnily směnným kurzem 250 ZWL:1 USD stanoveného Organizací spojených národů. Dolarové bankovky pozbyly platnosti 1. října 2015, přičemž nesplacené účty bylo možné jimi uhradit do 30. dubna 2016.

### Pátý dolar
Rozpor mezi oficiálním a paralelním kurzem vedl u Zimbabwské rezervní banky k nedostatku amerických dolarů a ta nemohla nadále udržet navázání na něj. Dne 24. června 2019 zrušila Zimbabwská rezervní banka systém více měn a oznámila zavedení nového zimbabwského dolaru, původně nazývaného dolar hrubého vypořádání v reálném čase (RTGS dolar). Tento dolar se stal jedinou legální měnou 24. června 2019, kdy zimbabwská vláda ve snaze ukončit oběh cizích měn, zakázala jejich používání. Vůči zákazu vznikl široký odpor, částečně kvůli přetrvávající nedůvěře veřejnosti, částečně kvůli vysoké inflaci a částečně kvůli tomu, že obchodníci stále museli používat tvrdé měny k dovozu zboží ze zahraničí. Nástup pandemie koronaviru donutil Zimbabwskou rezervní banku obnovit multiměnový systém a stalo se tak 29. března 2020.

## Oběživo

### Mince
V roce 1980 byly zavedeny mince v nominálních hodnotách 1, 5, 10, 20, 50 centů a 1 dolar. 1centová mince byla vyražena z bronzu a ostatní z mědiniklu. V roce 1989 byl bronz nahrazen pobronzovanou ocelí. 2dolarová mince vešla do oběhu v roce 1997. V roce 2001 byl mědinikl na 10, 20 a 50centových a 1dolarových mincích nahrazen poniklovanou ocelí a do oběhu byla uvedena bimetalická 5dolarová mince. Zimbabwská rezervní banka měla v červnu 2005 plány na nové 5 000 a 10000dolarové mince, ale k ražbě nikdy nedošlo.
V letech 2014 – 2019 vydávala Zimbabwská rezervní banka ve formě mincí i dluhopisy emitované v cizích měnách.

### Bankovky
Bankovky zimbabwského dolaru byly vydávány Zimbabwskou rezervní bankou od roku 1981 do roku 2009 a pak od roku 2019 do roku 2022. Hlavní ilustrací na lícové straně všech bankovek byly kývavé skály Chiremba v Epworthu u Harare, které metaforicky znázorňovaly důležitost vyváženého rozvoje a zachování křehkého prostředí. Námět rubové strany dolarových bankovek býval obvykle inspirován místní kulturou nebo památkami.
Bankovky prvního dolaru (ZWD) byly uvedeny do oběhu 15. dubna 1981, zhruba rok od vyhlášení nezávislosti. První série byla vydávána v letech 1981 – 1994 v nominálních hodnotách 2, 5, 10 a 20 ZWD. Druhá série byla vydávána v letech 1994 – 2004 v nominálních hodnotách 5, 10, 20, 50, 100, 500, 1 000 ZWD. V letech 2003 až 2008 toho vydávala banka v důsledku hyperinflace krátkodobé nouzové cestovní šeky a nahradila jimi zcela bankovky druhého dolaru, které nebyly vydány vůbec. Bankovky prvního dolaru pozbyly platnosti 22. srpna 2006.
Bankovky třetího dolaru (ZWR) byly vydávány od roku 2008. První série byla uvedena do oběhu 1. srpna 2008 v nominálních hodnotách 1, 5, 10, 20, 50, 100, 500 a 1 000 ZWR. Bezprostředně po ní následovaly v září bankovky 10 000 a 20 000 ZWR, v říjnu 50 000 ZWR, v listopadu 100 000, 500 000 a 1 milión ZWR, na začátku prosince 10 miliónů, 50 miliónů a 100 miliónů ZWR, uprostřed prosince 200 miliónů a 500 miliónů ZWR a v koncem prosince 1 miliarda, 5 miliard a 10 miliard ZWR. V lednu 2009 byly do oběhu nejprve uvedeny bankovky nominálních hodnot 20 miliard a 50 miliard ZWR, poté 10 biliónů, 20 biliónů, 50 biliónů a 100 biliónů ZWR.
Bankovky čtvrtého dolaru (ZWL) byly uvedeny do oběhu v jedné sérii 2. února 2009 v nominálních hodnotách 1, 5, 10, 20, 50, 100 a 500 ZWL. Bankovky třetího a čtvrtého dolaru pozbyly platnosti 1. října 2015.
Bankovky pátého dolaru (RTGS dolar) byly uvedeny do oběhu 11. listopadu 2019 v nominálních hodnotách 2 a 5 Z$ a nahradily téměř identické dluhopisy, které nesly text „BOND NOTE“. V roce 2020 byly uvedeny do oběhu bankovky 10 a 20 Z$, v roce 2021 50 Z$ a v roce 2022 100 Z$. Bankovky pátého dolaru pozbyly platnosti 27. dubna 2024.

### Šeky

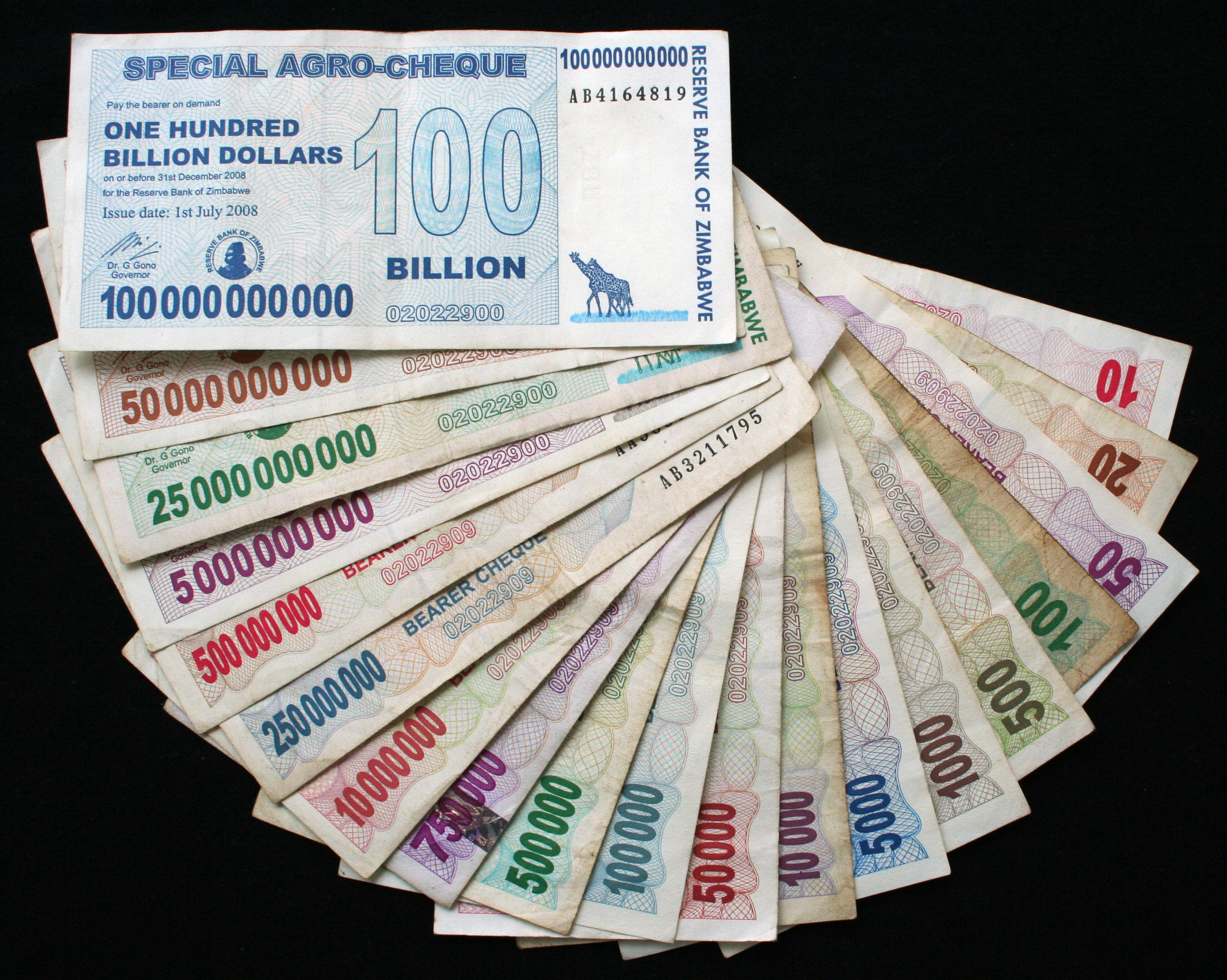
Výběr šeků na doručitele Zimbabwské rezervní banky tištěných od července 2007 do července 2008 (lhůta splatnosti) v nominálních hodnotách od 10 do 100 000 000 000 Z$, které ilustrují míru hyperinflace v Zimbabwe.

V květnu 2003 povolila Zimbabwská rezervní banka vydávat skupině Cargill Cotton pěstitelům bavlny nouzové šeky na doručitele prostřednictvím pobočky Standard Chartered Zimbabwe v Harare: Cargill vystavil tyto šeky kvůli nedostatku peněz způsobeným vysokou roční inflací, která podle The Herald v červnu 2003 dosahovala 269,2 %. Tyto šeky měly stejný právní status jako běžné bankovky a byly platné šest měsíců od data vydání.
Podobně vydala své vlastní šeky na doručitele i Zimbabwská rezervní banka: šeky na 5 000, 10 000 a 20 000 dolarů vstoupily do oběhu 26. září 2003 a šeky na 50 000 a 100 000 dolarů 1. října 2005. Šeky měly také datum vypršení platnosti, ale i tak pozbyly hromadně platnosti 21. srpna 2006 v důsledku demonetizace prvního dolaru. Hned poté byl do oběhu uvedeny nové šeky denominované v druhém dolaru. Nedostatečné informování obyvatel způsobilo, že mnoho z nich občanů nebylo schopno v tomto termínu převést staré šeky na nové.
V období od 15. května do 31. července 2008 rozesílala Zimbabwská rezervní banka speciální agrošeky (předpona agro značila zemědělský účel šeků. Měly jiný vzhled a byly určeny pouze pro zemědělce, nicméně Zimbabwané s nimi zacházeli jako s běžnými penězi kvůli pokračující hyperinflaci podobně jako s šeky na doručitele.
Všechny šeky pozbyly hromadně platnosti 31. prosince 2009 po zavedení třetího dolaru.

### Dluhopisy
Když Zimbabwe opustilo zimbabwský dolar v reakci na několik cyklů hyperinflace, tak vzniklé prostředí s více měnami založené zejména na americkém dolaru mělo za následek nedostatek drobných nominálů. Zimbabwe neměla ražební smlouvy s USA, Jihoafrickou republikou, ani s jinou zemí, jejichž měny povolila používat, a nebyla s to zaplatit úroky, které by z takové smlouvy vyplynuly. Proto se Zimbabwská rezervní banka rozhodla uvést do oběhu vlastní dluhopisové mince a na to získala úvěr 50 milionů USD, který poskytla Africká exportní a importní banka (Afreximbank). Dne 18. prosince 2014 byly do oběhu uvedeny dluhopisové mince nominálních hodnot 1, 5, 10 a 25 amerických centů, v březnu 2015 následovala nominální hodnota 50 amerických centů, v listopadu 2016 1dolarová bimetalová dluhopisová mince a v roce 2019 2dolarová bimetalová dluhopisová mince. Byly zavedeny také mince v hodnotách 10, 20, 50 centů, 1, 2, 5 randů. Dluhopisové mince byly raženy v jihoafrické mincovně v Pretorii v hodnotě přes 40 milionů USD.
Veřejná reakce na dluhopisové mince byla extrémně skeptická a rozšířily se obavy, že jsou prvním krokem vlády k opětovnému zavedení nespolehlivého zimbabwského dolaru.
Po zavedení dluhopisových mincí poskytla Afreximbank Zimbabwské rezervní bance půjčku ve výši 200 milionů USD na vydání dluhopisových bankovek a ta uvedla 28. listopadu 2016 do oběhu dvoudolarové dluhopisové bankovky a o dva měsíce později také pětidolarové o celkové hodnotě 15 milionů USD. Přestože guvernér Zimbabwské rezervní banky John Mangudya vyloučil další plány na vydání dluhopisů v hodnotách 10 a 20 USD, byly v roce 2020 vydány a o dva roky později i v hodnotách 50 USD a 100 USD.
Navzdory tomu, že dluhopisy byly teoreticky navázány na americký dolar v poměru 1 : 1, jejich hodnota postupně klesala, takže v lednu 2019 byl kurs amerického dolaru na volném trhu 3 dluhopisové dolary, v listopadu 2020 90 dluhopisových dolarů a v srpnu 2022 dluhopisů 361,9 dluhopisových dolarů.
Bankovky nebyly Zimbabwany obecně přijímány, tak se vláda pokusila rozšířit nabídku elektronických peněz a místo toho vydávat pokladniční poukázky.

## Směnný kurz
Ještě před zavedením zimbabwského dolaru devalvoval v roce 1978 rhodéský dolar na 0,6788 R$ na 1 US$, přičemž při svém zavedení měl v roce 1970 měl hodnotu ½ libry šterlinků. Inflace snižovala jeho hodnotu na poměr k americkému dolaru 1 : 1 v roce 1983 a 1 : 10 v roce 1997, od té doby lze hovořit o hyperinflaci. Za tří roky byl tento poměr 1 : 100 a roce 2006 už stál na volném trhu americký dolar zhruba půl milionu Z$. Dne 13. července 2007 zimbabwská vláda oznámila, že dočasně přestala zveřejňovat údaje o inflaci, což byl krok, který měl podle pozorovatelů odvést pozornost od „pádivé inflace, která se stala symbolem bezprecedentního ekonomického kolapsu země.“ Protože zimbabwský dolar nebyl volně směnitelný, je možné ve zdrojích dohledat zdánlivě protichůdné údaje podle toho, o jaký kurz se jednalo – oficiální nebo podle volného trhu. Mimo to existovaly i jiné kurzy – OMIR kurz (Old Mutual Implied Rate) určovaný podle poměrů ceny cenných papírů společností kotovaných na burzách Harare (ZH) a Londýně (LN), který zavedla společnost WM/Reuters a jeden čas se nazýval ISO ZWN; a provozní směnný kurz Organizace spojených národů.
| Rok  | Inflace | Rok  | Inflace | Rok  | Inflace | Rok  | Inflace | Rok                     | Inflace          |
| ---- | ------- | ---- | ------- | ---- | ------- | ---- | ------- | ----------------------- | ---------------- |
| 1980 | 7 %     | 1986 | 15 %    | 1992 | 40%     | 1998 | 48 %    | 2004                    | 133 %            |
| 1981 | 14 %    | 1987 | 10 %    | 1993 | 20%     | 1999 | 57 %    | 2005                    | 586 %            |
| 1982 | 15 %    | 1988 | 7 %     | 1994 | 25%     | 2000 | 55 %    | 2006                    | 1 281 %          |
| 1983 | 19 %    | 1989 | 14 %    | 1995 | 28%     | 2001 | 112 %   | 2007                    | 662 000 %        |
| 1984 | 10 %    | 1990 | 17 %    | 1996 | 16%     | 2002 | 199 %   | červenec 2008           | 2 315 000 000 %  |
| 1985 | 10 %    | 1991 | 48 %    | 1997 | 20%     | 2003 | 599 %   | polovina listopadu 2008 | 79 600 000 000 % |

Ani po zavedení RTGS dolaru se hyperinflace nezastavila a odhaduje se, že roce 2019 dosáhla 500 % a v březnu 2020 se zvýšila na 676 %. Nicméně po opětovném povolení cizích měn dosahovala v květnu 2022 131,7 % a do června 2022 vzrostla na 191 %. V dubnu 2024 dosahovala roční inflace 57,48 %.